# Biblioteca Cecil H. Green
La biblioteca Cecil H. Green, conocida como biblioteca Green, es la biblioteca principal del campus de la Universidad Stanford y es parte de las bibliotecas de la Universidad de Stanford y Recursos Académicos de la Información (SULAIR). Posee 4 000 000 de volúmenes, la mayoría de las cuales están relacionadas con las humanidades y las ciencias sociales.

## Historia
La primera biblioteca de Stanford estaba en el patio interior. Se encuentra en una gran sala capaz de albergar 100 lectores. Este fue reemplazado en 1900 por un edificio separado en el patio exterior, llamado Thomas Stanford Welton Library después de su donante principal. Esta biblioteca fue reconocida por ser demasiada pequeña, aunque una nueva biblioteca fue construida, pero fue destruida por el terremoto de 1906, en San Francisco, antes de que pudiera ser ocupada.
Una nueva biblioteca principal se aprobó en 1913 y se terminó en 1919. Este edificio constituye la parte más antigua de la Biblioteca Green. En 1980, se extendió y se renombró por Cecil H. Green. La parte original del edificio que hoy se conoce como el ala de Peter Bing Bing, se arregló después del terremoto de 1989 en Loma Prieta.